# Невольное
Невольное — деревня в Русско-Полянском районе Омской области России. Входит в состав Солнечного сельского поселения.

## География
Деревня находится юго-восточной части Омской области, в степной зоне, в пределах Ишимской равнины, на расстоянии примерно 4 километров (по прямой) к юго-западу от посёлка городского типа Русская Поляна, административного центра района. Абсолютная высота — 132 метра над уровнем моря.

### Часовой пояс
Деревня Невольное, как и вся Омская область, находится в часовой зоне МСК+3. Смещение применяемого времени относительно UTC составляет +6:00.

## Население
| 2010 |
| ---- |
| 115  |

Половой состав
По данным Всероссийской переписи населения 2010 года в гендерной структуре населения мужчины составляли 48,7 %, женщины — соответственно 51,3 %.
Национальный состав
Согласно результатам переписи 2002 года, в национальной структуре населения русские составляли 75 % из 168 чел..

## Улицы
Уличная сеть деревни состоит из двух улиц.